# Atractodes rufiventris
Atractodes rufiventris là một loài tò vò trong họ Ichneumonidae.